# 阿尔什
阿尔什（法語：Arches，法語發音：[aʁʃ] ⓘ）是法国大东部大区孚日省的一个市镇，位于该省中部，省会埃皮纳勒市区东南，摩泽尔河左岸，属于埃皮纳勒区和埃皮纳勒城市圈公共社区。

## 历史
第一次世界大战期间，阿尔什境内设有一处军营。

## 地理
阿尔什（48°7'6"N, 6°31'39"E）面积17.5 平方千米，位于法国大東部大區孚日省，该省份为法国东北部内陆省份，北起默兹省和默尔特-摩泽尔省，西接上马恩省，南至上索恩省和贝尔福地区省，东临上莱茵省和下莱茵省。
与阿尔什接壤的市镇（或旧市镇、城区）包括：普克瑟、拉翁欧布瓦、阿尔谢特、迪诺泽、杜努、埃皮纳勒、阿多勒。
阿尔什的时区为UTC+01:00、UTC+02:00（夏令时）。

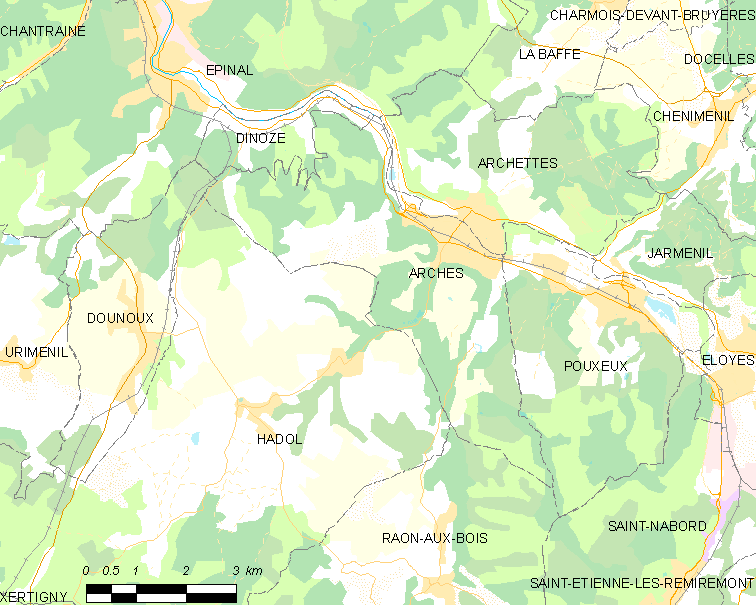
阿尔什的OSM定位图

## 行政
阿尔什的邮政编码为88380，INSEE市镇编码为88011。

## 政治
阿尔什所属的省级选区为埃皮纳勒第一县。

## 交通
法国国道N57线经过境内，阿尔什站是埃皮纳勒－比桑铁路和阿尔什－圣迪耶铁路的交汇点，后者已于2018年12月关闭。

## 人口

1962-2008年间阿尔什人口变化图示

阿尔什于2022年1月1日时的人口数量为1614人。